# Поль Геллі
Поль Геллі (2 серпня 1894 — 5 травня 1969) — бельгійський плавець і ватерполіст.
Срібний призер Олімпійських Ігор 1920, 1924 років.